# Sandra Mandir
Sandra Mandir (4 de agosto de 1977) é uma basquetebolista profissional croata.

## Carreira
Sandra Mandir integrou a Seleção Croata de Basquetebol Feminino, em Londres 2012, que terminou na décima colocação.